# Banisteriopsis schwannioides
Banisteriopsis schwannioides är en tvåhjärtbladig växtart som först beskrevs av August Heinrich Rudolf Grisebach, och fick sitt nu gällande namn av B. Gates. Banisteriopsis schwannioides ingår i släktet Banisteriopsis och familjen Malpighiaceae. Inga underarter finns listade i Catalogue of Life.